# Protesterne efter det russiske parlamentsvalg 2011
Protesterne efter det russiske parlamentsvalg 2011 var demonstrationer mod formodet valgfusk ved parlamentsvalget d. 4. december 2011 i Rusland. Demonstrationerne begyndte og førte til den største protestangivelse i landets yngre historie. Politiet mødte som reaktion op i stort opbud.